# Kevin Drinkell
Kevin Smith Drinkell (* 18. Juni 1960) ist ein ehemaliger englischer Fußballspieler und -trainer.

## Sportlicher Werdegang
Drinkell begann seine Laufbahn bei Grimsby Town und stieg mit der Mannschaft 1979 aus der Fourth Division zunächst in die Third Division und im Folgejahr in die Second Division auf. Nach dem Abstieg von Norwich City in die Zweitklassigkeit 1985 kam es zum Umbruch in der Mannschaft und nach der misslungenen Verpflichtung von Trevor Senior vom FC Reading streckte der Klub die Fühler nach Drinkell aus. Nachdem zunächst keine Einigung erzielt worden war, legte eine unabhängige Kommission die Ablösesumme auf £90.000 fest. Bei seinem neuen Klub reüssierte er direkt als Torschütze und führte die Mannschaft mit 22 Saisontoren zur Meisterschaft in der Zweitligasaison 1985/86 und krönte sich damit zum Torschützenkönig. Auch in der First Division gehörte er mit 16 Saisontreffern zu den torgefährlichsten Spieler, der Klub erreichte als Aufsteiger in der Spielzeit 1986/87 den fünften Tabellenplatz. In der folgenden Spielzeit rutschte er mit dem Klub in die zweite Tabellenhälfte, so dass Dave Stringer im Dezember 1987 als neuer Cheftrainer verpflichtet wurde.
Im Sommer 1988 wechselte Drinkell zu den Glasgow Rangers. Zwar gewann er mit dem Klub die schottische Meisterschaft am Ende der Spielzeit 1988/89, rückte jedoch nach der schlagzeilenträchtigen Verpflichtung von Mo Johnston als erstem Katholiken im Rangerstrikot im Sommer 1989 unter Graeme Souness ins zweite Glied. Im Oktober kehrte er daher in den englischen Fußball zurück, wo er sich Coventry City anschloss. Beim Erstligisten konnte er jedoch nicht an seine vorherige Torgefahr anknüpfen und wurde 1991 zeitweise an den Drittligisten Birmingham City verliehen, ehe er Anfang 1992 als Spielertrainer zum FC Falkirk wechselte. Später war er in gleicher Funktion bei Stirling Albion tätig, wo er 1995 seine aktive Laufbahn beendete und bis 1998 an der Seitenlinie stand. Anschließend war er noch für den FC Montrose tätig.
Später war Drinkell Spielervermittler, ehe er sein Geld als Verkäufer bei Mercedes-Benz verdiente. 2013 gehörte er als Trainerassistent kurzzeitig dem Funktionsteam des schottischen Klubs FC East Fife an.